# Рейно Легто
Рейно Легто (фін. Reino Ragnar Lehto 2 травня 1898, Або, Велике князівство Фінляндське — 13 липня 1966, Гельсінкі, Фінляндія) — фінський політичний діяч; 43-й прем'єр-міністр Фінляндії (1963 — 1964). 

## Життєпис
43-й прем'єр-міністр Фінляндії.
Народився 2 травня 1898 в Або, у Великому князівстві Фінляндському. 
За освітою юрист, працював адвокатом у 1922 — 1932, магістр права (1934). Працював секретарем прокурора Гельсінкі в 1933 — 1934, після чого працював постійним секретарем міністерства торгівлі і промисловості 1936 по 1964 членом правління ряду компаній.  
З грудня 1963 по вересень 1964  — прем'єр-міністр Фінляндії, у 1964 — 1966  — губернатор провінції Уусімаа. 
Почесний доктор університету Гельсінкі (1960). 